# Yoseph Imry
Yoseph Imry (יוסף אמרי; 23 de febrero de 1939 – 29 de mayo de 2018) fue un físico israelí conocido por participar en la fundación de la física mesoscópica, una rama relativamente nueva de la física de la materia condensada que se ocupa de cómo el comportamiento de los sistemas, cuyo tamaño está entre micro y macroscópico, se cruza entre estos dos regímenes. Estos sistemas pueden manejarse y abordarse mediante métodos macroscópicos más o menos habituales, pero su comportamiento aún puede mostrar efectos cuánticos.

## Reconocimientos y distinciones
En 1996, 2001 y 2016 Imry recibió el Premio Rothschild, el Premio Israel y el Premio Wolf en física, respectivamente. Imry fue elegido en 1996 Profesor Lorentz en la Universidad de Leiden.
Fue miembro de la Academia Europea de Ciencias y Artes (Salzburgo), la Academia Europea de la Ciencias y Humanidades (París), la Sociedad Estadounidense de Física, la Academia Nacional de Ciencias y la Academia Israelí de Ciencias y Humanidades.